# Slash (músico)

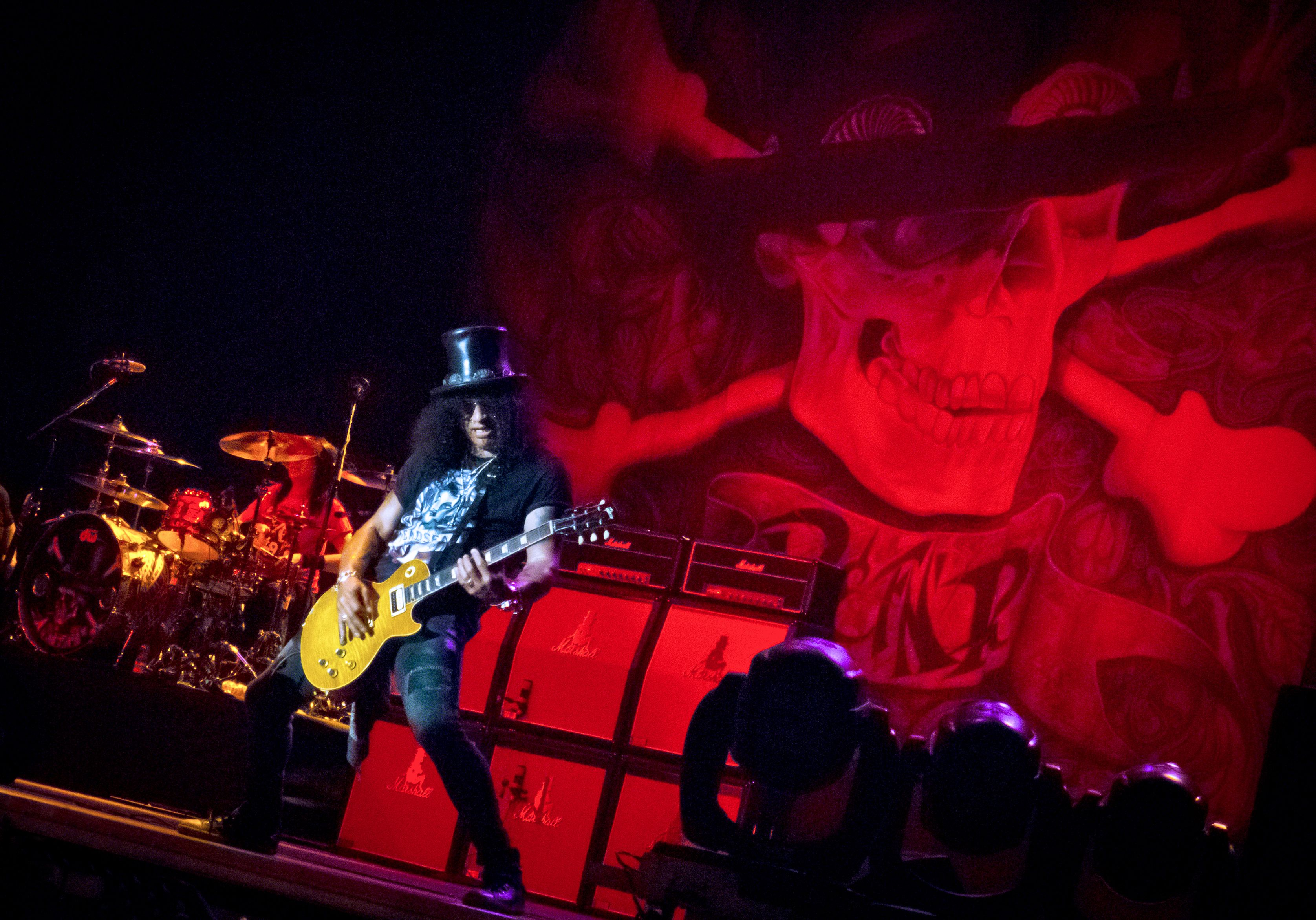
Slash en Madrid 2011.

Saul Hudson (Hampstead, 23 de julio de 1965) más conocido por su nombre artístico Slash, es un músico y compositor británico-estadounidense,conocido principalmente por ser el guitarrista principal de la banda de hard rock Guns N' Roses.
Es el guitarrista principal del grupo de rock estadounidense Guns N' Roses, volviendo después de casi veinte años fuera de la banda. En 2004, cofundó el supergrupo Velvet Revolver junto con sus compañeros de Guns N' Roses, Duff McKagan y Matt Sorum, el guitarrista Dave Kushner (exmiembro de Suicidal Tendencies e Infectious Grooves) y el cantante Scott Weiland.
En 1992, en una gira con Metallica, el 24 de septiembre en San Francisco, California, horas antes del concierto en el Oakland-Alameda County Coliseum, Slash discutió violentamente con su novia por un contrato prenupcial y lo dejo devastado, después del show, se encontró con una vieja conocida, una ex-actriz del cine para adultos, apodada Lucky, el guitarrista le dio 700 dólares en efectivo y entradas VIP a cambio de drogas, Slash llevaba tiempo sin consumir pero esa noche decidió que ya nada le importaba, subió a su habitación del hotel, bebió en exceso y consumió cocaína y heroína hasta que a las 5 de la madrugada su corazón sufrió una insuficiencia cardíaca. Débil, mareado intentó salir de la habitación, en el pasillo, apenas pudo balbucear algunas palabras a una empleada del hotel y se desplomó, su corazón se detuvo estaba clínicamente muerto, su guardaespaldas Ronnie y otros miembros del equipo llamaron inmediatamente al 911, los paramédicos llegaron al instante, le aplicaron una descarga directa al pecho y Slash despertó con un golpe eléctrico brutal, percibió la luz blanca, voces y vio gente desconocida inclinada sobre su cuerpo, el cual había estado 8 minutos literalmente muerto.
En 1994, formó la banda Slash's Snakepit con el que grabó dos discos, uno en 1995 y el segundo en 2000, durante un periodo de descanso en el que no compuso temas nuevos, tiempo después formó Slash's Blues Ball, una banda estrictamente para directos en el que realizaba versiones de canciones del género blues. Diversas revistas lo han situado en lo más alto de sus ranquin de guitarristas.
En el mundo de la música rock, Slash ha recibido elogios de la crítica como guitarrista. Time lo nombró segundo en su lista de Los 10 mejores guitarristas eléctricos en 2009. Guitar World clasificó su solo en «November Rain» número 6 en su lista de "Los 100 Solos grandes de la guitarra" en 2008, y Total Guitar puso su riff de «Sweet Child O' Mine» en el primer puesto en su lista de los 100 Mejores Riffs en 2004. En 2012, fue incluido en el Rock and Roll Hall of Fame, junto con otros miembros de Guns N' Roses. La revista Rolling Stone colocó a Slash en el puesto #65 de su lista de los 100 guitarristas más grandes de todos los tiempos en 2011. En 2016, volvió a formar parte de la banda Guns N' Roses, tras haberse separado por una disputa con Axl Rose.

## Biografía

### Primeros años
Saul Hudson nació en Hampstead, Londres. Su madre, Ola J.Oliver-Hudson (1946-2009), era una diseñadora afro-estadounidense y su padre, Anthony Hudson, un artista inglés y diseñador de cubiertas de álbumes musicales.
Slash vivió entre Hampstead y Stoke-on-Trent (Staffordshire) hasta los cinco años, cuando se unió a su madre en Los Ángeles (California), motivado en buena medida por la mala relación con su padre.
Ola Hudson abandonó a su familia en busca de una mejor carrera en el diseño de modas en Estados Unidos.

### Guns N' Roses (1985-1996)
Perteneció a la banda Road Crew junto con Steven Adler, futuro baterista de Guns N' Roses.
En 1985 Tracii Guns, guitarrista original de la banda, salió de ella; en ese momento, Slash se integra al grupo (en el que ya antes se había unido su amigo Steven Adler).

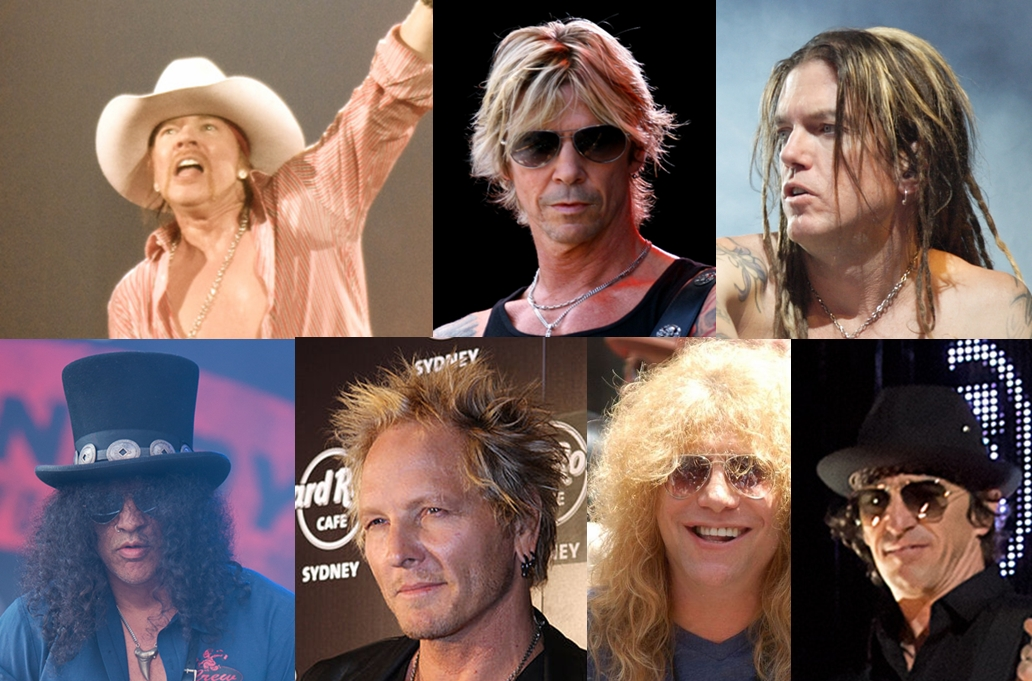
Los miembros de Guns N' Roses izquierda a derecha fila uno: Axl Rose, Duff McKagan, Dizzy Reed. Fila dos: Slash, Matt Sorum (exmiembro), Steven Adler (exmiembro), Izzy Stradlin (exmiembro).

En 1987, editan su álbum, Appetite for Destruction. El disco vendió 33 millones de copias, tuvo tres canciones entre el top 10 («Welcome to the Jungle», «Sweet Child o' Mine» y «Paradise City»), y alcanzó el número 1 en las listas. Appetite for Destruction es el disco debut más vendido de la historia.
En 1988, graban su segundo álbum de estudio, G N' R Lies. Que incluye las cuatro canciones en vivo de 1986, del EP anteriormente publicado Live ?!*@ Like a Suicide y cuatro canciones de estudio.
En 1991, Guns N' Roses se embarcó en una larga gira de 28 meses, Use Your Illusion Tour, que coincidió con el lanzamiento de sus nuevos discos Use Your Illusion I y Use Your Illusion II, una de las giras más extensas de todos los tiempos compuesta por 192 conciertos en 27 países. Después de la gira de los Use Your Illusion, Slash se convirtió en ciudadano estadounidense.
En 1993, la banda graba The Spaghetti Incident?, y en 1994 graban la versión de la canción de The Rolling Stones «Sympathy for the Devil» para la película Entrevista con el vampiro. Además de los cuantiosos problemas con Axl Rose, este despide por su cuenta a Gilby Clarke y contrata a Paul Huge, que sobregraba los solos de Slash.
Slash abandona definitivamente Guns N' Roses en noviembre de 1996, después de declarar que no podía trabajar con Axl Rose y que no le gustaba la forma en la que los trataba a él y al resto de la banda. Uno y dos años después, respectivamente, el bajista original Duff McKagan dejó la banda y el baterista Matt Sorum fue despedido.

### Slash's Snakepit (1994-2001)
Junto a dos compañeros de Guns N' Roses, Gilby Clarke y Matt Sorum, el bajista de Alice In Chains, Mike Inez, y el cantante Eric Dover, forma Slash's Snakepit, banda con la que entra al estudio a grabar. En 1995 lanza el disco It's Five O'Clock Somewhere.
Este nombre fue dado al álbum debido a una anécdota: Slash quería conseguir whisky pero no se podía vender alcohol hasta las cinco de la tarde. Tras buscar, un camarero le dijo: «It's five O'Clock Somewhere» (son las cinco de la tarde en algún lado) y se lo vendió. De ahí salió el nombre. El disco no obtuvo el éxito que realmente merecía debido a que el hard rock había perdido fuerza en el panorama musical frente al grunge.
En octubre del 2000, Slash's Snakepit publica el álbum Ain't Life Grand, con una formación totalmente distinta a la del primer disco de la banda. Compuesta por Rod Jackson en la voz, Ryan Roxie en guitarra rítmica, Johnny Griparic en el bajo y Matt Laug en la batería. Para promocionarlo, Slash se embarcó en un extenso tour durante el verano con AC/DC.
Slash's Blues Ball fue una banda de covers de blues, creada por Slash. El grupo hizo giras por todo el mundo, tocando temas de Blues hasta finales de los años 1990, cuando Slash decidió volver a grabar con Slash's Snakepit. Este proyecto estuvo formado, desde el principio, con los mismos integrantes: Slash (en la guitarra), Teddy Andreadis (en voz, armónica y órgano), Johnny Griparic (en el bajo), Alvino Bennet (en la batería), Bobby Schneck (en la guitarra de acompañamiento), y Dave McClarem (en el saxofón).
En 1995, el grupo fue a tocar en el Sziget Festival (Festival de la isla), en la isla Obuda. Tocaron frente a 206.000 personas, junto a Iggy Pop, Sonic Youth, Stone Roses, Prodigy y otros músicos.
Los dos años siguientes, estuvieron de gira, pero extrañamente nunca sacaron un álbum. Slash dijo que disfrutó los grandes lugares y el tiempo que pasaba con sus fanes, antes y después del show. Entre el repertorio de la banda, había temas como «Stone Free», «Born Under A Bad Sign», «Hoochie Coochie Man», «Suspicious» y algunos temas de Bob Dylan, como «Knockin' on Heaven's Door». Al poco tiempo, Slash retomó otro proyecto, Slash's Snakepit.

### Velvet Revolver (2004-2008)
Velvet Revolver comenzó como "El proyecto", una iniciativa de Slash, Duff McKagan y Matt Sorum para encontrar un nuevo cantante. La segunda guitarra quedó a cargo de Dave Kushner (Le habían ofrecido el puesto a Izzy Stradlin, pero este no aceptó), quien había tocado con McKagan en la banda Loaded.

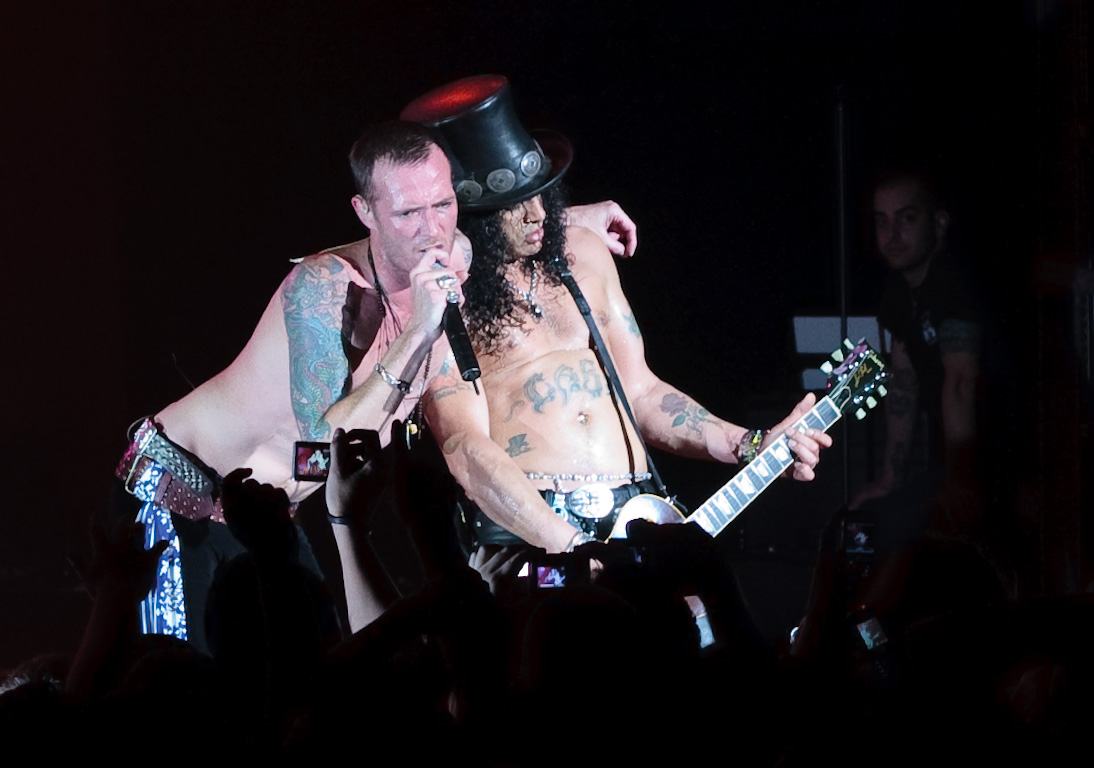
Scott Weiland y Slash.

Durante varios meses escucharon demos de potenciales cantantes (un proceso muy monótono que fue documentado en video), sin encontrar ninguno que los satisficiera por completo.
Scott Weiland quería unirse a la banda desde hacía un tiempo, pero como todavía tocaba en Stone Temple Pilots no se lo permitieron. Hasta que la banda se separó definitivamente en el 2002 y Weiland fue aceptado.
El primer álbum de la banda fue Contraband, que se grabó a finales de 2003. Contraband fue lanzado en junio de 2004, alcanzando el puesto #1 en la lista Billboard de álbumes, #11 en las listas británicas y #2 en las australianas.
El segundo álbum titulado Libertad salió a la venta el 3 de julio de 2007. En su portada el disco tiene la reproducción de la imagen de un ángel rompiendo las cadenas, que aparecía en la moneda de 10 pesos que circuló en Chile durante el régimen dictatorial del general Augusto Pinochet Ugarte.

El 1 de abril de 2008, Slash, Duff McKagan, Matt Sorum y Dave Kushner anunciaron que el vocalista Scott Weiland estaba despedido de la formación. "Esta banda está dedicada sólo a sus fans y a la música, y Weiland no está involucrado al cien por cien", dijo Slash. "Entre otras cosas, su cada vez más errático comportamiento en escena y sus problemas personales nos han forzado a movernos". Además, el guitarrista dijo que habrá un tercer álbum de la banda, pero que no sabía "ni cómo ni cuándo, pero que el núcleo de los cuatro músicos continuará".

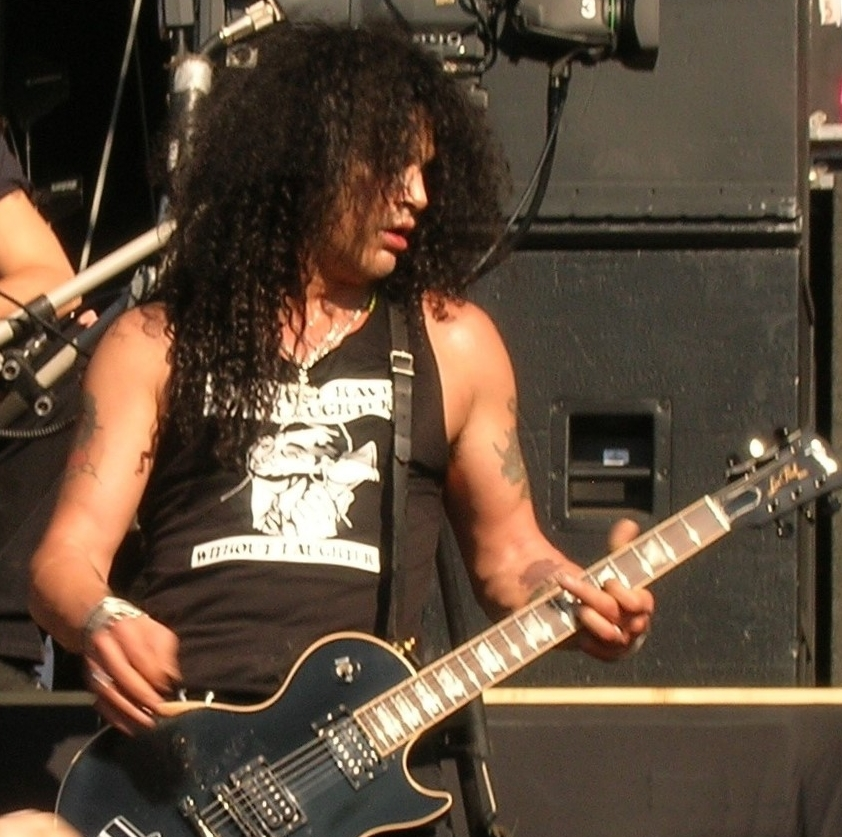
Slash con Velvet Revolver 2004.

### Carrera en solitario y Slash ft. Myles Kennedy and The Conspirators (2010)
A comienzos del 2010 Slash comenzaría su propio proyecto solista donde cuyo primer álbum se llamaría simplemente "Slash" dicho disco contaría con la colaboración de diversos artistas entre ellos: Fergie, Ozzy Osbourne, Myles Kennedy, Chris Cornell, Izzy Stradlin, Duff McKagan, Steven Adler, Andrew Stockdale, Dave Grohl, Kid Rock, M. Shadows, Iggy Pop, Alice Cooper y Lemmy Kilmister.
Slash se embarcaría en una gira mundial en donde se llevaría como su banda a Myles Kennedy (voz), Bobby Schneck (guitarra), Todd Kerns (bajo) y Brent Fitz en la (batería) Bajo el nombre de Slash Feat. Myles Kennedy And the conspirators (The Conspirators es el nombre del grupo de los músicos exceptuando a Myles Kennedy). Dicha gira Slash varía su setlis entre canciones propias y algunas de Guns N' Roses sobre todo del disco Appetite For Destruction y la canción Slither de Velvet Revolver.

### Apocalyptic Love (2012-2013)
Luego del tremendo éxito que tuvo su primer disco en el 2012 Slash lanzaría su segundo álbum solista llamado Apocalyptic Love Álbum que sería grabado con la formación que se fue de gira con Slash (Myles Kennedy, Frank Sidoris reemplazando a Bobby Schneck, Todd Kerns y Brent Fitz.
Tendría al igual que predecesor un buen impacto, además el sencillo Anastacia sería uno de los mejores temas del año, (en vivo sería interpretada de forma mucho más larga ya que Slash decidirá extender el solo de guitarra del final), lo que obligó a Slash y los suyos embarcarse en una nueva gira mundial para promocionarlo. En esta oportunidad Slash interpretaría canciones que los mismos Guns N' Roses del momento tendría años sin tocar en vivo además de incluir canciones de otros discos como Patience de G N' R Lies o Civil War de Use Your Illusion II, además una particularidad sería la inclusión de la canción Rocket Queen donde este también extendería el solo de guitarra del medio lo que la da a la canción una duración máxima de hasta 17 minutos.

### World on Fire (2014-2015)
Un tercer disco seguiría el ascendente éxito de Slash esta vez el disco se llamaría World on Fire grabando con los mismos integrantes del disco anterior este contaría con el Sencillo del mismo nombre del disco como su mejor canción.
En la gira Slash Incluirá más canciones de Guns N'Roses Como son los casos de Double Talkin' Jive y You Could Be Mine de Use Your Illusion I y Use Your Illusion II respectivamente.

### Regreso a Guns N' Roses (2016-2020)
La primera señal de reunión de la formación clásica fue cuando Slash reveló que había limado sus asperezas con Axl Rose después de más de 20 años de distanciamiento, pero en los últimos días se le sumó el detalle de que la página oficial de la banda volvió a ostentar el escudo original. Además, el 5 de enero, el festival Coachella hizo oficial la presentación de Guns N' Roses, además de ser anunciado en la cuenta de Twitter de Slash, confirmándolo y corroborando una vez más la presentación con la banda en el festival.[cita requerida]
Guns N' Roses empezó una gira de reunión llamada: Not In This Lifetime Tour, el primero de abril en el famosísimo bar Troubadour. Luego, Guns N' Roses se presentó ya con Slash como guitarrista líder en el festival de música y arte Coachella, que se realizó entre el 15 y 24 de abril de 2016 en California, Estados Unidos.

### Living the Dream y "4" (2018 - Actualidad)
A finales del 2017 Slash confirmó que volvería a grabar con su grupo solista, aclarando así las dudas que existían con respecto a si seguiría o no con su proyecto como solista ante su triunfal regreso a Guns N' Roses.
En 2018 sale a la luz el álbum Living the Dream su tercer álbum solista junto a la misma formación con la que viene grabando y haciendo giras desde 2010, para así de esta forma comenzar una gira que empezó en septiembre de 2018 y finalizó en agosto de 2019.
Continuando con la nueva gira de Guns N' Roses "We're F!%"#ing Back!" durante el 2021 hasta finales del 2022 hicieron algunos cambios en la lista de canciones tales como agregar las canciones "ABSUD" y "Hard Skool" temas lanzados durante la gira, que son canciones rehechas de demos de Chinese Democracy con participaciones de los miembros actuales.
El 11 de febrero de 2022 lanza su nuevo disco llamado "4" debido a que es el cuarto que lanza junto a Myles Kennedy (pero el quinto como solista), este es el primer disco producido por "Gibson Records". Hay que destacar que este disco fue grabado durante la pandemia de COVID-19 aunque según Slash, solo tres canciones fueron escritas durante ese tiempo, todo el material restante fue anterior. La banda esperaba encontrar un sonido distinto al disco anterior por lo que se trasladaron de estudio e intentaron grabar todos juntos en la misma habitación aunque las restricciones sanitarias complicaron las grabaciones y en palabras de Slash "Es el sonido de los cinco en una habitación, es algo más o menos en vivo, incluso hay errores que están ahí".
Actualmente se encuentra en una gira para promocionarlo.

## Colaboraciones

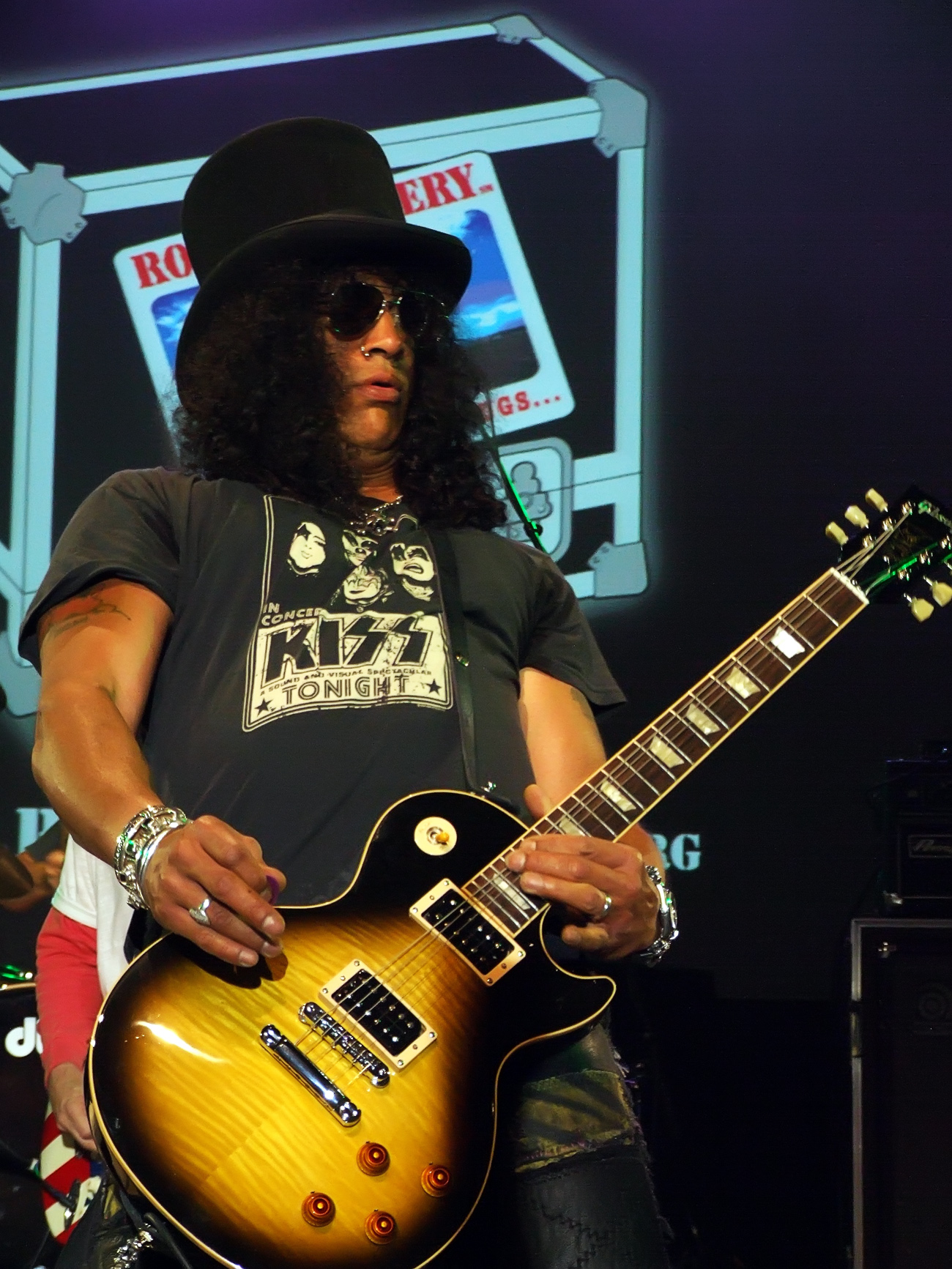
Slash con the Nightwatchmen 2008.

Slash ha tocado con Michael Jackson, Steve Lukather, Brian May, Rod Stewart, Travis Barker, Bee Gees, Bob Dylan, Iggy Pop, Lenny Kravitz, Chester Bennington, Queen, Paul Rodgers, Steven Tyler, Joe Perry, Ace Frehley, Chris Daughtry, Ozzy Osbourne, Derek Sherinian, Zakk Wylde, Alex Blaze, Elán, Vasco Rossi, Jerry Lee Lewis, Carole King, Lemmy Kilmister, Dave Grohl, Leslie West, Doro Pesch, Flea, B.B. King, Adam Levine, Rihanna y para los amantes de la escena electrónica, realizó una aparición en el festival más popular de música electrónica, Tomorrowland, durante el set de DJ Chuckie en 2013.[cita requerida]
También ha colaborado con las bandas Alice Cooper, Exodus, ZZ Top, Carmine Appice, Yardbirds, AC/DC, Avenged Sevenfold, The Dead Daisies entre otros.
En abril de 1992, Slash participó en el Concierto en tributo a Freddie Mercury, en honor al fallecimiento un año antes del líder de Queen, interpretando el tema «Tie Your Mother Down» junto a Brian May y Joe Elliott. En ese concierto, también tocaron los Guns N' Roses, entre otras bandas y artistas. En 1994, hizo un pequeño cameo en Tales from the Crypt, en el episodio «El último grito» de la quinta temporada de la serie.
También realizó canciones junto a artistas hispanos como Paulina Rubio y la cantante de pop español, Marta Sánchez junto a la cual hizo un tema para el disco Azabache de la española y juntos realizaron un tema para la banda sonora de una película producida por Quentin Tarantino, Curdled (titulada Obsesionada con el crimen en Argentina y Tú asesina, que nosotras limpiamos la sangre en España). En el 2007 colaboró con Paulina Rubio en la canción "Nada puede cambiarme", donde Slash aparece tocando un solo de salida de dicha canción. Recientemente colaboró en un concierto con la cantante de Black Eyed Peas Fergie, tocando canciones como Barracuda (canción que incluye el juego Guitar Hero III en el cual colabora Slash) y «Sweet Child O' Mine» (canción original de Guns N' Roses). En el 2009, Slash aparece en la canción «Rockstar 101» del álbum de Rihanna, Rated R. El 7 de noviembre aparece en los premios EMA de MTV presentando la categoría de mejor presentación en vivo. Además de su reciente participación junto a los Black Eyed Peas, en el Super Bowl XLV en febrero del 2011. Interpretó «Sweet Child O' Mine» junto con Fergie. También colaboró en la película Sid & Nancy como Punk Rocker (papel secundario) e hizo un pequeño cameo al final de la película de 2009 Brüno cantando "Dove of peace" junto al protagonista Sacha Baron Cohen y otros músicos.
Slash apareció en la portada del videojuego Guitar Hero: Legends of Rock, siendo también un personaje desbloqueable dentro del mismo. En noviembre del año 2010, el cantante Axl Rose demandó a la empresa Activision por 20 millones de dólares, ya que ésta habría incumplido un contrato donde se le exigía firme y tajantemente no incluir a Slash en el videojuego. Sin embargo, a pesar de que la compañía hizo caso omiso a dicha cláusula, la demanda no prosperó y Axl Rose perdió el juicio contra Activision en 2013.

## Equipamiento

### Guitarras
La primera Les Paul Slash y la usada en la grabación y los videoclips de Appetite For Destruction no es realmente una Gibson verdadera. Es una copia fielmente realizada por el luthier Robert Derrig en Atlanta en 1978, inspirado por la '59 Les Paul de Duane Allman. Slash adquirió esta réplica casi diez años después en una tienda de los Ángeles. Esta copia de una Les Paul '59 había sido de Steve Hunter (Peter Gabriel, Alice Cooper, Lou Reed, David Lee Roth, Meatloaf) y es la famosa 'Hunter Burst' que se puede ver en las fotos hasta julio del 1986, fecha en la que acabaría siendo empeñada o malvendida por Slash otra vez (debido a su adicción a las drogas probablemente). Gibson hizo una versión de esta guitarra (sin mencionar que la original es falsa) llamada Les Paul Slash's Appetite Signature, que es la principal guitarra en concierto.
Cuando Guns N' Roses se hicieron famosos Slash la recuperó, además de conseguir otras muchas Les Paul Standard, su modelo favorito. Casi todas estas guitarras llevan instalados micrófonos Seymour Duncan Alnico II. De estas Gibson la más famosa es la Standard Goldtop '90 que utilizó en muchos de los conciertos de Use Your Illusion Tour. Según una entrevista realizada por Gibson, un ladrón la robó en 1999 y nunca fue recuperada. Este modelo es otro de los signature de Slash, tanto de Epiphone como de Gibson, aunque actualmente está descatalogada.
Otra de las guitarras más representativas de Slash es la Gibson EDS negra empleada para canciones como Patience o Knocking on Heaven's Door. Actualmente la sigue usando en las presentaciones de Guns 'n Roses.
B.C. Rich ha sido usada en varias ocasiones. En sus primeras bandas Slash usó una Warlock con trémolo y más adelante la característica Mockingbird roja.
En 2020 Gibson anuncia "The Slash Collection" una serie de guitarras Gibson Les Paul Standard y dos acústicas, basadas en el artista que a diferencia de ser ediciones temporales esta es continua. Estas guitarras salieron en cuatro colores, que simbolizan la carrera del artista en puntos importante de su historia.
Una quinta guitarra llamada "Victoria", una standard goldtop, fue lanzada después aunque estaba prevista para ser anunciada posteriormente pero se filtró su existencia por lo que Gibson decidió lanzarla antes de tiempo.
Epiphone también tiene una versión de esta colección pero a diferencia de usar "SlashBuckers" (pastillas diseñadas para esa colección) tienen instaladas "Probuckers Alnico II".
- 1986 Chris Derek Les Paul Replica
- 1987 Gibson Les Paul "Jessica"
- 1996 Slash Snakepit Les Paul
- 2020 Gibson Les Paul Custom Black
- 2017 Slash Gibson Firebird
- 1959 Les Paul Std Dark burst
- 1966 Gibson EDS-1275 Black
- 1958 Korina Gibson Flying V
- 2020 Jimi Hendrix V
- 2013 Joe Perry Burst aged
- 1958 Gibson Explorer
- 1962 Fender Bass VI Fender Stratocaster
- 1980 B.C. Rich Mockingbird Longhorn
- 2016 B.C. Rich 10-string Bich
- Slash Brazilian Dream Les Paul Artist Proof #3 (Modelo prototipo de las guitarras "The Slash Collection")
- Guild crossroad doubleneck
- 2020 Slash Appetite burst Les Paul

### Amplificadores
Slash es el primer músico en tener una línea de amplificadores creada por Marshall.
- Dunlop DCR-1SR Cry Baby Rackmount Wah Wah
- Rocktron Hush II CX (noise gate)
- DBX 166 Compressor
- Yamaha SPX 900 Multieffect
- Boss DD-3 Delay
- MXR 10-band graphic EQ
- Heil Talkbox

### Cuerdas
- Ernie Ball Slinky R.P.S gauge 0.11, 0.14, 0.18, 0.28, 0.38, 0.48

### Pastillas
- Seymour Duncan Alnico II Pro

- SlashBuckers

### Púas
- Dunlop Purple Tortex (1.14 mm)

### Efectos
Slash colaboró con Dunlop en su primer pedal signature: "The Slash Wah". Es un pedal híbrido Crybaby wah/distorsión. Últimamente se le vio en una de sus presentaciones en vivo utilizando una BOSS GT3 EFFECTS PROCESSOR.
- Pedal Cry Baby Wah-Wah

Slash ha utilizado un MXR Smartgate, un Digital Delay de Boss, un Tremolo MXR, un Stereo Chorus MXR, un afinador de piso Korg Pitchblack, un Whirlwind Selector a/b Pedal, un MXR Boost Line Driver, un Blue Box MXR, el famoso Phase 90 MXR, un MXR kfk y por último el Cry Baby Slash Signature Wah Wah y un nuevo pedal Signature el MXR Octave Fuzz. Todo esto conectado a través de 2 Voodoo Lab Pedal Power 2 Plus.

## Discografía

### En Solitario
- Slash (2010)
- Orgy of the Damned (2024)

### ConSlash's Snakepit
- It's Five O'Clock Somewhere (1995)
- Ain't Life Grand (2000)

### Con Myles Kennedy & The Conspirators
- Apocalyptic Love (2012)
- World on Fire (2014)
- Living the Dream (2018)
- 4 (2022)

### En Solitario
- Live In Manchester (2010)
- Made In Stoke 24/7/11 (2011)

### Con Myles Kennedy & The Conspirators
- Live at the Roxy (2015)
- Living The Dream Tour (Live) (2019)